# ماكس كامبل
ماكس كامبل هو فلاح وسياسي كندي، ولد في 7 أغسطس 1888 في مونتريال في كندا، وتوفي في 14 أغسطس 1962. حزبياً، نشط في Co-operative Commonwealth Federation ‏. وقد انتخب عضو مجلس العموم الكندي.